# Shádrinsk
Shádrinsk (en ruso: Ша́дринск) es una ciudad del óblast de Kurgán, Rusia, ubicada en la ladera este de los montes Urales, a la orilla izquierda del río Iset, el cual es tributario del río Tobol, que es un afluente del río Irtish y este, a su vez, lo es del Obi. Esta ciudad se encuentra a 146 km al noroeste de Kurgán, la capital del óblast. Su población en el año 2010 era de 77 700 habitantes.

## Historia
Se fundó en 1662 como un asentamiento para el comercio de agricultura; era la segunda mayor ciudad al este de los Urales con este tipo de comercio. Obtuvo el estatus de ciudad a mediados del siglo XVIII.

## Geografía

### Clima
| Parámetros climáticos promedio de Shádrinsk | Parámetros climáticos promedio de Shádrinsk | Parámetros climáticos promedio de Shádrinsk | Parámetros climáticos promedio de Shádrinsk | Parámetros climáticos promedio de Shádrinsk | Parámetros climáticos promedio de Shádrinsk | Parámetros climáticos promedio de Shádrinsk | Parámetros climáticos promedio de Shádrinsk | Parámetros climáticos promedio de Shádrinsk | Parámetros climáticos promedio de Shádrinsk | Parámetros climáticos promedio de Shádrinsk | Parámetros climáticos promedio de Shádrinsk | Parámetros climáticos promedio de Shádrinsk | Parámetros climáticos promedio de Shádrinsk |
| Mes                                         | Ene.                                        | Feb.                                        | Mar.                                        | Abr.                                        | May.                                        | Jun.                                        | Jul.                                        | Ago.                                        | Sep.                                        | Oct.                                        | Nov.                                        | Dic.                                        | Anual                                       |
| ------------------------------------------- | ------------------------------------------- | ------------------------------------------- | ------------------------------------------- | ------------------------------------------- | ------------------------------------------- | ------------------------------------------- | ------------------------------------------- | ------------------------------------------- | ------------------------------------------- | ------------------------------------------- | ------------------------------------------- | ------------------------------------------- | ------------------------------------------- |
| Temp. máx. abs. (°C)                        | 3.8                                         | 7.2                                         | 15.9                                        | 30.6                                        | 36.0                                        | 36.5                                        | 38.5                                        | 37.0                                        | 33.0                                        | 23.1                                        | 12.1                                        | 7.3                                         | 38.5                                        |
| Temp. máx. media (°C)                       | -10.5                                       | -8.3                                        | -0.6                                        | 10.5                                        | 19.0                                        | 24.2                                        | 25.3                                        | 22.4                                        | 16.1                                        | 8.0                                         | -2.6                                        | -8.4                                        | 7.9                                         |
| Temp. media (°C)                            | -14.4                                       | -12.9                                       | -5.4                                        | 5.4                                         | 12.7                                        | 18.2                                        | 19.6                                        | 17.1                                        | 11.3                                        | 4.2                                         | -5.8                                        | -12.0                                       | 3.2                                         |
| Temp. mín. media (°C)                       | -18.3                                       | -17.5                                       | -10.1                                       | 0.2                                         | 6.4                                         | 12.1                                        | 13.9                                        | 11.8                                        | 6.4                                         | 0.4                                         | -9.0                                        | -15.5                                       | -1.6                                        |
| Temp. mín. abs. (°C)                        | -39.5                                       | -39.1                                       | -30.0                                       | -17.6                                       | -8.0                                        | -2.8                                        | 3.4                                         | -0.2                                        | -4.2                                        | -19.1                                       | -37.8                                       | -45.2                                       | -45.2                                       |
| Precipitación total (mm)                    | 23.2                                        | 16.4                                        | 18.5                                        | 21.5                                        | 44.6                                        | 64.4                                        | 73.4                                        | 60.2                                        | 54.5                                        | 36.7                                        | 30.9                                        | 24.7                                        | 469.0                                       |
| Fuente: Погода Шадринск                     |                                             |                                             |                                             |                                             |                                             |                                             |                                             |                                             |                                             |                                             |                                             |                                             |                                             |